# Denys Hotfrid
Denys Rudolfowycz Hotfrid (ukr, Денис Рудольфович Готфрід; ur. 5 lutego 1975 w Magnitogorsku) – ukraiński sztangista, brązowy medalista olimpijski na igrzyskach w Atlancie. Wielokrotny medalista mistrzostw świata oraz mistrzostw Europy. Dwukrotny reprezentant Ukrainy na letnich igrzyskach olimpijskich (IO 1996, IO 2000). Po mistrzostwach świata w 2003 roku zakończył karierę sportową.